# Antony
Antony je južno predmestje Pariza in občina v osrednji francoski regiji Île-de-France ob reki Bièvre, podprefektura departmaja Hauts-de-Seine. Leta 2008 je imelo naselje 61.240 prebivalcev.

## Administracija
Antony je sedež istoimenskega kantona, v katerega je vključena večina ozemlja občine s 45.708 prebivalci, medtem ko se manjši severni del občine nahaja v kantonu Bourg-la-Reine.
Naselje je prav tako sedež okrožja, v katerem se nahajajo kantoni Antony, Bagneux, Bourg-la-Reine, Châtenay-Malabry, Châtillon, Clamart, Fontenay-aux-Roses, Malakoff, Montrouge, Plessis-Robinson, Sceaux in Vanves s 408.016 prebivalci.

## Zgodovina
Ime naselja se prvikrat omenja leta 829 kot Antoniacum. Ob koncu stoletne vojne je Antony štel okoli sto prebivalcev.

## Zanimivosti
- cerkev sv. Saturnina iz 12. do 15. stoletja,
- cerkev sv. Odile (1933),
- cerkev sv. Janeza evangelista (1967),
- cerkev sv. Frančiška Asiškega (1972),
- cerkev sv. Maksima (1978-80),
- cerkev sv. Ivane Šantalske.

## Pobratena mesta
- Collegno (Italija),
- Eleftheroupolis (Grčija),
- Hammam-Lif (Tunizija),
- Lewisham (Združeno kraljestvo)
- Lexington (Massachusetts, ZDA),
- Olomouc (Češka),
- Protvino (Rusija),
- Reinickendorf (Nemčija),
- Sderot (Izrael),
- Torino (Italija).